# Bộ Tuế
Bộ Tuế, tên khoa học Cycadales, là một bộ thực vật có hạt đặc trưng bởi thân gỗ mập mạp với lá cứng thường xanh tạo thành một tán lớn. Chúng thường có lá dạng lông chim.

## Phân loại

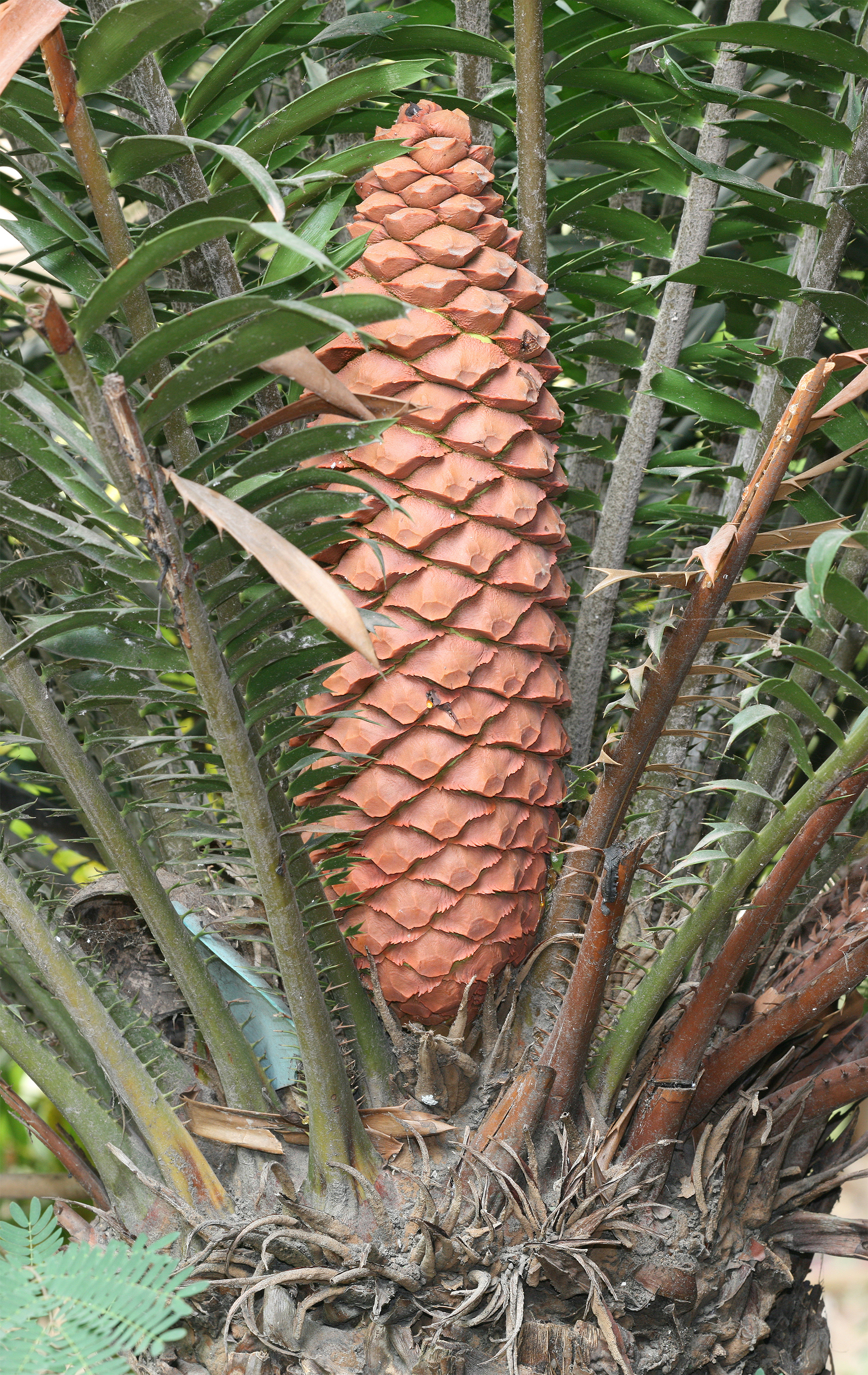
Leaves and cone of Encephalartos sclavoi

Có khoảng 306 loài trong bộ Tuế, với khoảng 10–12  chi.
Phân bộ Cycadineae
Họ Cycadaceae
Phân họ Cycadoideae
Cycas: Chi Tuế, với khoảng 105 loài
Phân bộ Zamiineae
Họ Stangeriaceae
Phân họ Stangerioideae
Stangeria. Chỉ có duy nhất một loài S. eriopus (Kunze) Baillon
Phân họ Bowenioideae
Bowenia. Có 2 loài được ghi nhận tại Queensland, Australia
Họ Zamiaceae
Phân họ Encephalartoideae
Tông Diooeae
Dioon. 13 loài ghi nhận ở Mexico và Trung Mỹ
Tông Encephalarteae
Phân tông Encephalartinae
Encephalartos. Khoảng 66  loài
Phân tông Macrozamiinae
Macrozamia. khoảng 41  loài
Lepidozamia. 2 loài
Phân họ Zamioideae
Tông Ceratozamieae
Ceratozamia. 26 loài
Tông Zamieae
Phân tông Microcycadinae
Microcycas. 1 loài ở Cuba: M. calocoma (Miquel) A. DC.
Phân tông Zamiinae
Chigua. 2 loài
Zamia. khoảng 65   loài